# Тверская Застава
Тверска́я Заста́ва — площадь в Тверском районе Центрального административного округа города Москвы. Расположена между Бутырским и Грузинским Валами, часть бывшего Камер-Коллежского вала.
На площади находятся Белорусский вокзал, станции метро «Белорусская» Кольцевой и Замоскворецкой линий, Тверской путепровод. Территория площади и фрагменты прилегающих кварталов включены в охранную зону объектов культурного наследия, отдельные здания получили статус памятников.

## Название
Название XVIII века дано по заставе (два обелиска с кордегардией и шлагбаумом), которой заканчивалась главная улица Тверской-Ямской слобод. После 1834 года называлась также площадью Новых Триумфальных Ворот, в 1932—1990 годах носила название площадь Белорусского Вокзала, включив в себя площадь Новых Триумфальных ворот, Брестский переулок и Брестский проезд.

## История
Была образована в 1742 году, при строительстве Тверской заставы Камер-Коллежского вала. К воротам примыкают Грузинский Вал и Бутырский Вал. Позже строятся типовые симметричные кордегардии (караульни).
В 1814 году на площади строится деревянная арка для торжественной встречи русских войск, возвращавшихся из Западной Европы после победы над французским войсками.
В 1827—1834 годах архитектор Осип Бове воздвигает на площади Новые Триумфальные ворота (старые триумфальные ворота располагались на Триумфальной площади). Площадь стала называться площадью Новых Триумфальных Ворот.
В XIX веке сносятся укрепления Камер-Коллежского вала, около площади строятся дешёвые доходные дома с лавками, трактирами и мастерскими на первых этажах.
19 сентября 1870 года происходит торжественное открытие Смоленского вокзала (сейчас известен как Белорусский), ставшего шестым в Москве.
В 1872 году открыто регулярное движение конки от Иверской часовни до Тверской заставы.
В 1899 году открылось движение электрического трамвая от вокзала до Петровского путевого дворца, позднее на площади устраивается трамвайный круг.
15 мая 1910 года на месте старого вокзала открыли правое крыло нового вокзала, 26 февраля 1912 года — левое. Автором проекта был архитектор И. И. Струков.
С 1904 по 1912 год Струков также строит Тверской путепровод через железную дорогу.
В 1914 году на территории примыкающего к площади со стороны Бутырского вала квартала по проекту А. М. Гуржиенко начинается строительство старообрядческого храма.
В 1932 году площадь переименована в площадь Белорусского Вокзала.
В 1936 году, согласно концепции Генплана 1935 года, под руководством А. В. Щусева был разработан проект реконструкции площади. Были разобраны кордегардии и Триумфальные ворота, последние планировалось вновь установить после завершения реконструкции площади, но сделано этого не было — только в 1968 году арка была воссоздана у Поклонной горы. В 1945—1946 годах по проекту архитекторов Н. И. Ермолина и И. Л. Ройтенберга был реконструирован Тверской путепровод — под ним устроили сквозной проезд.
В 1950-х годах на месте разобранного строительного квартала был разбит сквер, в центре которого был установлен памятник Максиму Горькому.
В 1990 году площади возвращено название Тверская Застава. Площадь застраивается множеством торговых ларьков.
В 2002 году проводится конкурс на проект реконструкции площади.
В 2007 году началась реконструкция площади, строительство подземного торгового центра и парковки. Инвестор строительства — «Автостоянка Тверская застава», заказчик — «Стройинком К». Объём инвестиций — около 300 млн долларов. Проектировщики — ГУП «Мосинжпроект» и мастерская № 19 «Моспроекта-2» под руководством Александра Асадова.
В 2011 году проект остановлен. От планов строительства торгового центра решено отказаться. Памятник Горькому перенесен в парк Музеон и был возвращен на свое историческое место лишь 31 июля 2017 года.
- Тверская заставa в конце XVIII в. Вид северо-запада. Картина Ф. Кампорези
- Во время коронационных торжеств 1896 года
- Тверская Застава и Триумфальные ворота в 1920-е годы
- Вид площади с воздуха, около 1920 года
- Здание бывшей кордегардии (правой) у Тверской заставы
- Брестский вокзал в начале 1900-х годов
- Памятник А. М. Горькому на площади Белорусского вокзала. Почтовый конверт. СССР. 1966 г.

## Площадь в литературе
Владимир Гиляровский в книге «Москва и москвичи» даёт следующее описание площади.

В домиках кордегардии при мне уже помещались то городские метельщики, то полицейская стража, то почтенные инвалиды, растиравшие на крыльце, под дорическими колоннами, в корчагах нюхательный табак для любителей-нюхарей.
Потом поместилась в одном из домиков городская амбулатория, а в другом — дежурка для фельдшера и служителей. Кругом домика, с правой стороны ворот, под лёгкой железной лестницей, приделанной к крыше с незапамятных времён, пребывали «холодные сапожники», приходившие в Москву из Тверской губернии с «железной ногой», на которой чинили обувь скоро, дёшево и хорошо. Их всегда с десяток работало тут, а их клиенты стояли у стенки на одной ноге, подняв другую, разутую, в ожидании починки. Вот эту картину я помнил, потому что каждый раз — и проходя, и проезжая — видел её. И думаю: как это ни один художник не догадался набросать на полотне этот живой уголок Москвы!

## Здания и сооружения
- Белорусский вокзал (1902—1912, архитектор И. И. Струков) — объект культурного наследия регионального значения
- Храм Николы Чудотворца у Тверской заставы (Заставный пер., д. 3/8, стр. 1 или Бутырский вал, д. 8/3, стр. 1) — объект культурного наследия федерального значения
- Тверской путепровод (1902—1912, архитектор И. И. Струков; 1945—1946, архитекторы Н. И. Ермолин, И. Л. Ройтенберг) — ожидается присвоение статуса вновь выявленного объекта культурного наследия[7]
- Техническое училище Московско-Брестской железной дороги (Тверская застава, 3). Учреждено в 1878 году. В постановке здания на госохрану отказано, в августе 2020 года начался снос[8].

Объекты, культурного наследия народов РФ и имеющие статус выявленных (имеющих признаки)
- Станция Белорусская Московского метрополитена Кольцевой линии, 1952 г., арх. Н. А. Быкова, А. А. Марова, И. Г. Таранов, З. Ф. Абрамова, Я. В. Татаржинская.
- Станция Белорусская Московского метрополитена Горьковско-Замоскворецкой линии, 1938 г., арх. Н. Н. Андриканис, Н. А. Быкова, инженер-конструктор В. И. Дмитриев.
- Дом купца Шерупенкова (Лесная ул., д.1/2), построен в 1870-х годах. В 1890-х годах в доме размещалось Миусское городское начальное училище.
- Жилой дом для инженерно-технических работников построен в 1932—1939 годах по проекту архитектора М. И. Синявского (1-я Тверская-Ямская улица., 36, стр.1). Во время постройки дом обозначал начало улицы Горького, оформляя границы площади. Его этажность — одиннадцать этажей вместо семи, принятых по нормативу для зданий главной улицы Москвы, была связана с необходимостью скрыть стоявший на Миусской площади массивный Александро-Невский собор[10].

## Транспорт
К площади примыкают улицы: 1-я Тверская-Ямская, 1-я Брестская, 2-я Брестская, Грузинский Вал, Ленинградский проспект, Бутырский Вал и Лесная.
- Станция метро «Белорусская» Кольцевой линии
- Станция метро «Белорусская» Замоскворецкой линии
- Белорусский вокзал
- Через площадь проходят:

автобусы и электробусы: м1, е30, т18, н1
- На площади расположена конечная остановка:

автобус и электробус: 27, 356, е30к, 905, 345, м32, т70, т78
трамваи: 7, 9